# Branislau Samòilau
Branislau Samòilau (Браніслаў Самойлаў) (Vítsiebsk, 25 de maig de 1985) fou un ciclista belarús, professional des del 2006 fins al 2022.
En el seu palmarès destaquen diversos campionats nacionals de ciclisme tant en ruta com especialment en contrarellotge.

## Palmarès
- 2004
  - 1r a la Lieja-Bastogne-Lieja sub-23
  - Vencedor d'una etapa al Giro de les Regions
- 2005
  -  Campió de Belarús sub-23 en contrarellotge
  - 1r a la Volta a Lleida i vencedor de 3 etapes
  - 1r al Trofeu Franco Balestra
  - 1r a la Ruta d'Or
  - 1r a la Cronoscalata Gardone Val Trompia-Prati di Caregno
  - Vencedor de 2 etapes del Giro de la Vall d'Aosta
- 2006
  -  Campió de Belarús sub-23 en contrarellotge
- 2007
  -  Campió de Belarús en ruta
- 2008
  - Vencedor d'una etapa de la Setmana Ciclista Llombarda
- 2009
  -  Campió de Belarús en contrarellotge
- 2010
  -  Campió de Belarús en contrarellotge
- 2012
  -  Campió de Belarús en contrarellotge
- 2013
  - 1r al Tour de Ribas i vencedor d'una etapa
  - Vencedor d'una etapa de la Małopolski Wyścig Górski
- 2014
  - Vencedor d'una etapa al Sibiu Cycling Tour
- 2018
  - 1r a l'Horizon Park Race Maidan
  - 1r a l'Horizon Park Race Classic
  - Vencedor d'una etapa al Tour de Mersin
  - Vencedor d'una etapa etapa a la Volta a Sèrbia
- 2019
  - 1r al Gran Premi Gazipasa
  - 1r al Tour de Mesopotàmia i vencedor d'una etapa
  - Vencedor d'una etapa al Tour de Mersin
- 2020
  - 1r al Gran Premi Manavgat

### Resultats a la Volta a Espanya
- 2010. Abandona (8a etapa)

### Resultats al Giro d'Itàlia
- 2007. 22è de la Classificació general
- 2010. 39è de la Classificació general
- 2011. 46è de la Classificació general
- 2012. 43è de la Classificació general
- 2015. 48è de la Classificació general
- 2017. 112è de la classificació general